# Eupithecia farinosa
Eupithecia farinosa là một loài bướm đêm trong họ Geometridae.